# Jagdpanzer IV

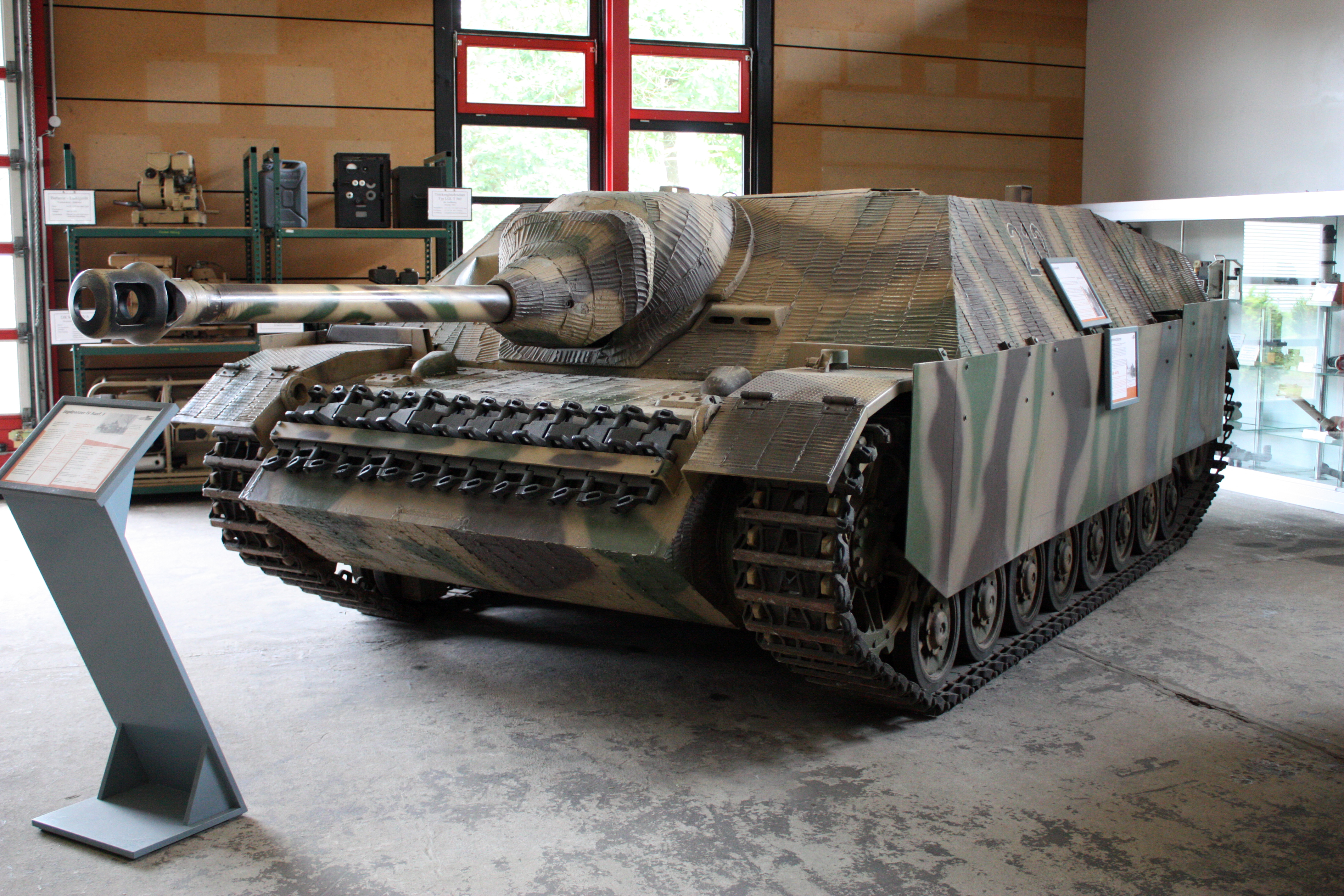

Jagdpanzer IV (Sd. Kfz. 162) — німецький винищувач танків у Другій світовій війні.
Цей винищувач танків в більшості був уніфікований з танком Pz.Kpfw. IV

## Модифікації
Броня лобова була 60 міліметрова та встановлювалася під кутом 40 градусів. У березні 1944 року, машини з номером шасі Fgst 320301, лобова броня була збільшена з 60 до 80 міліметрів, а бортова — з 30 до 40 міліметрів. Ліва бійниця була відсутня взагалі.
Остання модифікація була проведена у вересні 1944 р. На винищувачі танків встановили три суцільнометалевих підтримуючих котки замість чотирьох обгумованих. Одночасно відмовились від використання циммерита для обмазування бронетехніки.
Комплектуючі до машин Jagdpanzer IV постачалися тими підприємствами, що виробляли деталі для танків Pz.Kpfw. IV Бронелисти поставляла Witkowitzer Bergbau und Eisenhuetten Gewerkschaft, озброєння фірма Rheinmetall-Borsig і Seitz.

## Двигун
На Jagdpanzer IV встановлювали чотиритактні карбюраторні V-подібні 12-циліндрові верхньоклапанні двигуни Maybach HL 120 TRM з рідинним охолодженням. Постачанням двигунів займалися фірми, серед яких Maybach Motorenwerke і Auto-Union AG.